# Leptogorgia dakarensis
Leptogorgia dakarensis is een zachte koraalsoort uit de familie Gorgoniidae. De koraalsoort komt uit het geslacht Leptogorgia. Leptogorgia dakarensis werd in 1939 voor het eerst wetenschappelijk beschreven door Stiasny. 